# Vila Fria (Felgueiras)
Vila Fria is een plaats (freguesia) in de Portugese gemeente Felgueiras en telt 664 inwoners (2001).